# Puerto Rico Airport (flygplats i Colombia)
Puerto Rico Airport är en flygplats i Colombia.   Den ligger i departementet Caquetá, i den centrala delen av landet, 300 km söder om huvudstaden Bogotá. Puerto Rico Airport ligger 296 meter över havet.
Terrängen runt Puerto Rico Airport är varierad. Runt Puerto Rico Airport är det glesbefolkat, med 16 invånare per kvadratkilometer. Närmaste större samhälle är Puerto Rico, 4,7 km söder om Puerto Rico Airport. I omgivningarna runt Puerto Rico Airport växer i huvudsak städsegrön lövskog.